# 홍관희
홍관희(1953년 1월 26일 ~)는 대한민국의 공무원 출신 학자·연구인·교육자·군사평론가이다. 통일연구원의 연구직책을 거쳐 2005년 안보전략연구소 소장을 역임하였다. 충청북도 음성군 출신.

## 이력
서울대 사범대, 미국 일리노이주립대(Illinois State University) 정치학석사 경제학석사, 조지아대(The University of Georgia) 정치학박사
서울대학교 강사와 통일연구원 선임연구위원, 2001년 1월부터 2002년 1월까지 통일연구원 기획조정실장, 2004년 2월 ~ 2005년 7월 통일연구원 평화안보연구실장, 재향군인회 안보연구소장, 고려대 북한학과 교수, 성균관대 정치외교학과 초빙교수

## 저서 및 논문
- 주한미군 감축 및 재배치와 한국의 국가안보
- 남북관계 확대와 한국의 국가안보
- 북한의 대량살상무기 개발과 한국의 대응
- 전환기의 대북정책: 포용과 억지의 병행전략 外 다수의 논문
- THAAD와 한반도

## 이트 및 링크
- 안보전략연구소 홈페이지 보관됨 2008-11-20 - 웨이백 머신

## 같이 보기
| - 재향군인회 - 안보전략연구소 - 조선일보 - 조갑제 - 이상돈 - 이회창 - 서정갑 - 이도형 - 송복 - 김성욱 - 지만원 - 이선호 | - 노재봉 - 복거일 - 오제도 - 선우종원 - 이주천 - 박관수 - 선우휘 - 홍일식 - 전원책 - 군사학 | - 윤치영 - 박용만 - 김대중 - 김동문 - 송복 - 이철승 - 복거일 |